# 老聽族
寮聽族（老撾文：ລາວເທິງ [láːo tʰə́ŋ]，拉丁轉寫：Lao Theung）過去叫佧族，與高棉人有關，是老撾的三大民族集團之一，是老撾的原住民族。約佔老撾24%的人口，它包括了老撾操南亞語系、南島語系的34個民族。各民族内部的文化差異較大。
寮聽族多居住于老撾的邊遠省區的丘陵頂部，刀耕火種，生產力低下，多無文字。寮聽（ລາວເທິງ）的意思就是丘陵頂上的老挝人，其中ເທິງ音譯爲Theung、聽，意思是頂，和漢語“頂”是同源詞。
在瀾滄王國，他們社會地位最低，被寮龍族稱為黃奴（佧族），一直也是寮族的奴隸。全國有45種佧族，由華南至安南山脈，老挝南方最多。有趣的是他們以前也有自己的王國（堂明國），後來寮龍族打敗他們，瀾滄王國每年也有佧族把土地送交寮龍族儀式。老听和中国的布朗族、佤族较大渊源。